# 硝子の塔
『硝子の塔』（ガラスのとう、原題: Sliver）は、1991年にアイラ・レヴィンが発表したミステリー小説、また同作を原作とする1993年公開のアメリカ映画である。
ニューヨーク・マンハッタンの高層アパートを舞台としたミステリー作品で、映画版はシャロン・ストーンが主演した。

## ストーリー
7年間の不幸だった結婚生活に終止符を打ち、マンハッタンの超高級高層マンションに引っ越してきた、ニューヨークのある出版社の女性編集者カーリー・ノリス。カーリーは引っ越して早々にマンションの住人でゲームデザイナーのジーク・ホーキンスと初めて知り合う。スーパーで買い物をしていたカーリーは、同じマンションに住む大学教授のガス・ホールから、つい最近までこのマンションに住んでいたナオミ・シンガーというカーリーに瓜二つの女性が、今カーリーが暮らしている部屋のベランダから不審な転落死を遂げていたことを聞かされる。このマンションは至るところ全てに監視カメラが設置されており、住人のプライベートは全て筒抜けになっていた。もちろん、カーリー自身もシャワー中の自慰行為を何者かに隠しカメラで見られてたことに気がついていない。 
カーリーは上司アレックス・パーソンズの紹介で、同じマンションの住人でミステリー作家ジャック・ランズフォードと知り合う。元恋人のジャックからナオミにとてもよく似ていると言われたことから、カーリーは次第に不安を覚えるのだった。そんなある日、ホール教授が自室のバスルームにて死体で発見され、カーリーは図書館で見た新聞記事からこのマンションでは怪死事件が相次いでいることを知る。その一方でカーリーはジークからもジャックからも誘われ、金持ちでイケメンなジークに心を惹かれたカーリーは誘われるがままにジークと関係を持った。ジークはカーリーに対して、自分はこのマンションのオーナーであり、ホテル王だった父の遺産であるこのマンションを継いだのだと打ち明けた。
ジークの部屋には秘密のモニター室があり、彼はマンションの住人たちの生活を盗撮することを愉しみとしていた。そして数ある映像の中には、カーリーがジークと行為に及んでいる一部始終も録画されていた。そのことを知らないカーリーが帰宅すると、そこにはいつの間にかジャックが上り込んでいた。彼は死んだナオミがジークとも関係があったと明かし、カーリーに対してジークには気をつけるよう忠告する。だが、ジークは「彼女のことは知らない、付き合っていたのはジャックの方だ。（カーリーの隣人の）ヴァイダから聞いた」と言って関与を否定した。その翌朝、ヴァイダは非常階段で殺害され、現場に居合わせたジャックは容疑者として警察に連行されてしまう。取調べに対してジャックはジークの仕業であることを訴える。
ジークに招かれたカーリーはモニター室でマンションの住人のあらゆるプライベート映像とともに自分たちの行為動画も見せられる。自室に戻ったカーリーの前に保釈されたジャックが現れ、一連の怪死事件の犯人はジークであると告げる。ジークに不信感を抱いたカーリーはジャックと組んでジークを呼び出すが、ジークとジャックの主張は真っ向から対立をする。どちらを信用していいかわからなくなったカーリーはジークと取っ組み合いを始めたジャックを誤って射殺してしまう。警察から事情聴取を受けたカーリーはジークが留守の隙にモニター室に侵入する。そしてジークがヴァイダとも、そしてナオミとも関係を持っていたことを知り、ナオミが殺害されたときの映像を探し出そうとしたところをジークに見つかってしまう。カーリーはジークに銃を突きつけて脅し、映像の中からジャックがナオミをベランダから突き落として殺害した映像を見つける。カーリーは壁一面に張り巡らされたモニターの全てを銃で撃って破壊、ジークに「生まれ変わって」と告げてその場を立ち去る。

## 映画
監督はフィリップ・ノイス、脚本および製作総指揮はジョー・エスターハス。日本公開時にはR指定を受け、中学生以下は鑑賞禁止である。

## 登場人物
カーリー・ノリス
演 - シャロン・ストーン
女性編集者。結婚していたが生活は破綻した過去がある。35歳。自分より若い年下のジークに惹かれて彼と愛し合う。
ナオミ・シンガー
演 - シャロン・ストーン
カーリーと瓜二つの女性。不審な転落死を遂げる。ジークと愛し合っていた。
ジーク・ホーキンス
演 - ウィリアム・ボールドウィン
ゲームデザイナー。端正な容姿の金持ち。実はマンションのオーナー。
ガス・ホール
演 - キーン・カーティス
大学教授。レンズの心理学を教えている。ナオミとも親しかった。自室のバスルームで死を遂げる。
アレックス・パーソンズ
演 - マーティン・ランドー
カーリーの上司。
ヴァイダ・ウォーレン
演 - ポリー・ウォーカー
マンションの住人。ファッションモデル。何者かに殺害される。殺害前はジークと関係を持っていた。
ジャック・ランズフォード
演 - トム・ベレンジャー
ミステリー作家。数年前に大ヒット作を出した。ナオミ、ヴァイダを殺害した真犯人。
ジュディ・マークス
演 - コリーン・キャンプ
カーリーの同僚。
エヴリン・マカヴォイ
演 - ニナ・フォック
不動産屋。カーリーに部屋を勧めた。
ヴィクトリア・ヘンドリックス
演 - CCH・パウンダー
警察関係者。ガスの死亡の件で聞き込みをした。

### キャスト
| 役名                              | 俳優                       | 日本語吹替                                      | 日本語吹替                                                                             | 日本語吹替 |
| 役名                              | 俳優                       | ソフト版                                        | テレビ朝日版                                                                           |            |
| --------------------------------- | -------------------------- | ----------------------------------------------- | -------------------------------------------------------------------------------------- | ---------- |
| カーリー・ノリス ナオミ・シンガー | シャロン・ストーン         | 勝生真沙子                                      | 深見梨加                                                                               |            |
| ジーク・ホーキンス                | ウィリアム・ボールドウィン | 関俊彦                                          | 池田秀一                                                                               |            |
| ジャック・ランズフォード          | トム・ベレンジャー         | 菅生隆之                                        | 石塚運昇                                                                               |            |
| ガス・ホール                      | キーン・カーティス         | 村松康雄                                        | 大木民夫                                                                               |            |
| アレックス・パーソンズ            | マーティン・ランドー       | 阪脩                                            | 寺島幹夫                                                                               |            |
| ヴァイダ・ウォーレン              | ポリー・ウォーカー         | 井上喜久子                                      | 湯屋敦子                                                                               |            |
| ヴィクトリア・ヘンドリックス      | CCH・パウンダー            | 磯辺万沙子                                      | 藤生聖子                                                                               |            |
| ジュディ・マークス                | コリーン・キャンプ         | 田中敦子                                        | 野沢由香里                                                                             |            |
| エヴリン・マカヴォイ              | ニナ・フォック             | 斉藤昌                                          | 翠準子                                                                                 |            |
| サマンサ・ムーア                  | アマンダ・フォアマン       | 相沢恵子                                        | 渡辺美佐                                                                               |            |
| その他                            |                            | 島香裕 塩田朋子 稲葉実 大山高男 伊藤和晃 丹下桜 | 宮田光 池田勝 岩田安生 堀越真己 増田ゆき 塚田正昭 糸博 稲葉実 嶋俊介 岸野一彦 有馬瑞香 |            |
|                                   |                            |                                                 |                                                                                        |            |
| 演出                              |                            | 小林守夫                                        | 佐藤敏夫                                                                               |            |
| 翻訳                              |                            | 小川裕子                                        | 武満眞樹                                                                               |            |
| 調整                              |                            | 田中和成                                        | 兼子芳博                                                                               |            |
| 効果                              |                            |                                                 | リレーション                                                                           |            |
| プロデューサー                    |                            |                                                 | 福吉健                                                                                 |            |
| 解説                              |                            |                                                 | 淀川長治                                                                               |            |
| 制作                              |                            | 東北新社                                        | 東北新社                                                                               |            |
| 初回放送                          |                            | 2018年4月16日 『午後のロードショー』            | 1996年9月29日 『日曜洋画劇場』                                                         |            |

### エピソード
この映画のクライマックスシーンのため、キラウエア火山を空撮していたクルーが火口に落ち、壮絶なサバイバルの末生還した。
アクション映画も顔負けなほどの生還劇であったが、皮肉な事にそのラストシーンは最終的にボツとなり、別のシーンに替えられた。
イギリスのエンタメニュースサイトdigital spyの「映画に出てくる名セックスシーンベスト10」で5位に選ばれた。

### キャッチコピー
- 見たいですか それとも 見られたいですか

### 受賞とノミネート
| 映画祭・賞             | 部門           | 対象者                     | 結果       |
| ---------------------- | -------------- | -------------------------- | ---------- |
| ゴールデンラズベリー賞 | 最低作品賞     |                            | ノミネート |
| ゴールデンラズベリー賞 | 最低主演男優賞 | ウィリアム・ボールドウィン | ノミネート |
| ゴールデンラズベリー賞 | 最低主演女優賞 | シャロン・ストーン         | ノミネート |
| ゴールデンラズベリー賞 | 最低監督賞     | フィリップ・ノイス         | ノミネート |
| ゴールデンラズベリー賞 | 最低助演男優賞 | トム・ベレンジャー         | ノミネート |
| ゴールデンラズベリー賞 | 最低助演女優賞 | コリーン・キャンプ         | ノミネート |
| ゴールデンラズベリー賞 | 最低脚本賞     | ジョー・エスターハス       | ノミネート |